# Mark Evans (canottiere)
Mark Evans (Toronto, 16 agosto 1957) è un ex canottiere canadese.

## Palmarès

### Olimpiadi
- 1 medaglia:
  - 1 oro (Los Angeles 1984 nell'otto)